# Chiesa della Madonna del Carmine (Soldano)
Die Chiesa della Madonna del Carmine ist eine römisch-katholische Kirche in Soldano, im Val Crosia in der Provinz Imperia.

## Geschichte und Beschreibung
Das Kirchengebäude steht außerhalb der geschlossenen Bebauung, umgeben von Olivenbäumen, und ist dem Patronat  Unserer Lieben Frau vom Berge Karmel anvertraut. Der Bau dauerte von 1883 bis 1885 und wurde von der Bevölkerung Soldanos in Auftrag gegeben und finanziert. Auf der Fassade findet sich folgende Inschrift:

“Alla costruzione apportò il suo contributo artistico il reverendo don Gio. Pietro Rossi di Montaldo.”

„An der Konstruktion brachte Hochwürden Don Gio. Pietro Rossi aus Montalto Ligure seinen gestalterischen Beitrag ein.“

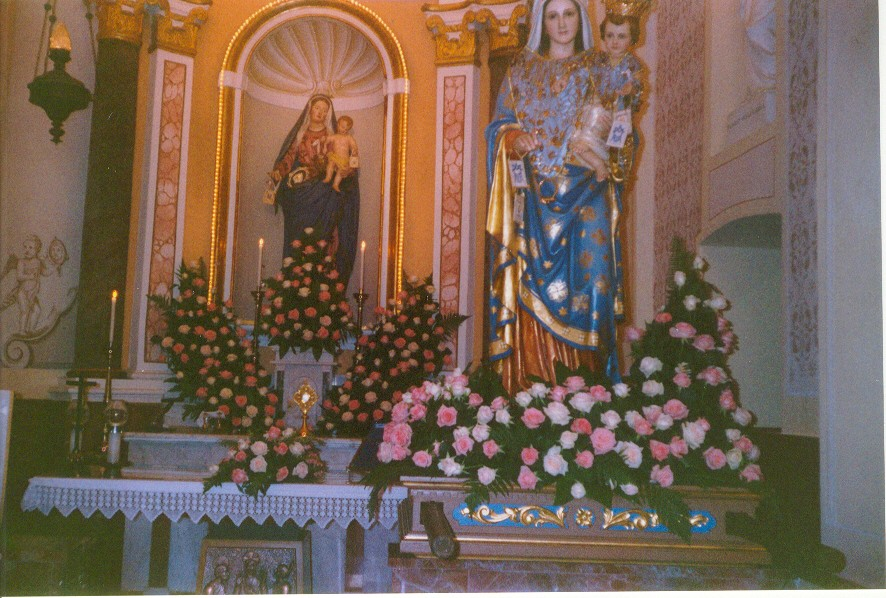
Madonnenstatue in der Kirche

Die ursprüngliche Statue der Madonna, die im Jahre 1885 von der Firma Prinotti aus Mondovì (CN) gefertigt wurde, wird in einer Nische aufbewahrt. Die Statue wurde 1952 ersetzt durch eine 1,7 m große Arbeit aus Holz, die durch die Holzschnitzwerkstatt Santiffaler in St. Ulrich in Gröden (BZ) angefertigt wurde.
Im Jahr 1962 entstand der heutige Glockenturm mit den drei Glocken, die von der Bevölkerung auf den Schultern zur Baustelle getragen wurden, weil die Straße damals noch nicht fertiggestellt war.
Zum Bauwerk gehört ein kleines giebelständiges Gebäude mit einem Klassenzimmer, das mit der Kirche durch einen Laubengang mit Architrav verbunden ist. Im Giebeldreieck der Fassade sind noch Fresken und Stuckarbeiten des oben genannten Gio. Pietro Rossi aus dem Jahr 1885 sichtbar.
Auf der Rückseite ist noch ein kleiner Glockengiebel vorhanden, der nun jedoch ungenutzt ist. Tageslicht gelangt in die Kirche durch mit Lünetten verzierte Fenster und eine Fensterrose mit der Darstellung der das Dorf Soldano schützenden Jungfrau.
Vom Hügel Oria und der Kirche aus kann man Soldano und Perinaldo sehen.